# Val Liona
Val Liona ist eine italienische Gemeinde mit 3058 Einwohnern (Stand 31. Dezember 2023) in der Provinz Vicenza (Region Venetien).

## Geographie
Der Gemeindesitz im Ortsteil Pederiva liegt etwa 16 Kilometer südsüdwestlich von Vicenza in den Colli Berici. Zum Gemeindegebiet der Streugemeinde gehören die Fraktionen Campolongo, Grancona, San Gaudenzio, San Germano dei Berici, Spiazzo und Villa del Ferro.
Die Nachbargemeinden sind Alonte, Brendola, Lonigo, Orgiano, Sarego, Sossano, Villaga und Zovencedo.

## Geschichte
Die Gemeinde Val Liona entstand 2017 aus dem Zusammenschluss der bis dahin eigenständigen Gemeinden Grancona und San Germano dei Berici.